# Automolis zegina
Automolis zegina là một loài bướm đêm thuộc phân họ Arctiinae, họ Erebidae.